# جبل عامل
جبل عامل أو جبل الجليل أو جبل الخيل أو بلاد بشارة أو بلاد المتاولة أو البشارتين هي المنطقة التي يطلق عليها اليوم اسم لبنان الجنوبي أو جنوب لبنان وقد ضمّت إلى لبنان بعد إنشاء دولة لبنان الكبير سنة 1920م وأصبحت جزءاً منه.

## تعريفه، حدوده، مساحته

### تعريفه
يطلق اسم جبل عامل على معظم الأراضي الواقعة في جنوبي لبنان وعلى قسم قليل من الأراضي الواقعة على الحدود في شمالي فلسطين المحتلة. وتُرجع معظم المصادر تلك التسمية إلى قبيلة بني عاملة السبأية التي هاجرت من اليمن بعد انهيار سد مأرب، ونزلت هذه الجبال. وهو يشتمل على قرى وبلدان كثيرة بالإضافة إلى القلاع والحصون والمساجد والمشاهد والمزارات والمدارس الدينية التي تنبو عن الحصر.
واليوم يقع جبل عامل في جنوبي الجمهورية اللبنانية، على شاطئ البحر المتوسط، ممتداً قليلاً داخل حدود فلسطين الشمالية المعروفة اليوم.

### حدوده
اختلف المؤرخون والبلدانيون (الجغرافيون) في مسألة تحديد جبل عامل، وذهبوا في ذلك مذاهب عدّة:
- قال القلقشندي:«من الأماكن المشهورة في الشام جبل عامل، وهو ممتد بين شرقي ساحل بحر الروم (المتوسط) وجنوبيه حتى يقرب من صور وعليه شقيف أرنون».[2] وهذا مما يدل على أن جبل عامل كان في الماضي أرحب مساحة مما هو عليه اليوم.
- أما محمد كرد علي فيقول بخصوص حدود جبل عامل: «جبل عامل واقع بين صفد جنوبا ونهر الأولي شمالا وغور الحولة وما حاذاه إلى أرض البقاع شرقا والبحر المتوسط غربا».[3]
- ويقول المؤرّخ الشيخ علي الزين:«وديار عاملة مجاورة للأردن وجبلها مشرف على عكا ويطل على الأردن ويمتد بعنقه نحو بحيرة طبريا».[4]
- أما ياقوت الحموي فيوسّع حدود الجبل ويقول:«صفد مدينة في جبال عاملة المطلّة على حمص بالشام وهي من جبال لبنان».[5]
- ويذهب شبيب باشا الأسعد في التحديد إلى دقة أعلى ممن سبقة ويقول:«من الجانب القبلي النهر المسمى بنهر القرن الجاري شمالي طيرشيحا إلى البحر جنوب قرية الزيت من عكا، وشمالا النهر المسمى بالاولي والذي يصبّ في البحر شمالي صيدا ومن الغرب البحر ومن الشرق طرف الأردن والخيط والحولة إلى نهر الغجر ووادي عوبا».[6]
- وكان الشيخ سليمان ضاهر الأكثر دقة في ترسيم حدود جبل عامل فقال:«مجموعة من هضاب وشعاب وأودية وبعض منبسطات، يحدها من الشمال مجرى نهر الفراديس (الأولي) ممتدا إلى الشرق بحيث يشمل جزين وما إليها، ومشغرة من أعمال البقاع الغربي ومنها يمتد إلى الجنوب منفصلا عن حاصبيا وأعمالها شاملة مرجعيون وقراها المطلّة وأبل القمح ومنحسرة عن الحولة ممتدة إلى الجبال الغربية إلى محاذاة (الخيط) يفصلها عن صفد وطبرية الوادي المعروف بوادي القارة ثم تمتد إلى ما وراء (البصة) من ظواهر عكا، ويحدّها من الغرب البحر الرومي (المتوسط)، هذه الرقعة بهذا التحديد تُعرف بجبل عامل».[7]
- أما السيد محسن الأمين فيقرر التالي:«يحده من جهة الغرب شاطئ البحر الأبيض المتوسط أو بحر الشام ومن الجنوب فلسطين ومن الشرق الأردن، الحولة ووادي التيم وبلاد البقاع وقسم من جبل لبنان الذي هو وراء جبل الريحان ووراء إقليم جزين ومن الشمال نهر الأولي أو ما يقرب منه وهو المسمى قديما نهر الفراديس وهذا التحديد بمجمله مما لا شبهة ولا شك فيه ولكن يقع التأمل في الحد الفاصل بينه وبين فلسطين فقد قيل أنه هو النهر المسمى نهر القرن وحينئذ يدخل في جبل عامل ما ليس منه».[8]
- ومن المحققين من يعرّف جبل عامل أنه المنطقة التي يحدها نهر الأولي وجزين شمالا وفلسطين جنوباُ ويضم عدة أقاليم:
  - بلاد بشارة وهي المنطقة الواقعة جنوب نهر الليطاني أي التي يحدها نهر الليطاني شمالا وفلسطين جنوباُ. كما يتبع إليها كل من هونين وسهل الحولة حتى طبريا وما يسمى بالقرى السبع. وعليه تكون بلاد بشارة جزء من جبل عامل وليس كل جبل عامل.
  - بلاد الشقيف: وهي المنطقة الواقعة بين نهري الليطاني والزهراني، أي التي يحدها نهر الزهراني شمالا ونهر الليطاني جنوباُ.
  - إقليم الشومر .
  - إقليم التفاح.
  - إقليم جزين.

وعليه تكون مدينة صيدا تابعة لجبل عامل، ومن المحققين من يلحق الجيه لجبل عامل وهذا ضعيف.

### مساحة جبل عامل
قدر بعض المؤرخين مساحة جبل عامل بثلاثة آلاف كيلومتر مربع ويرتفع هذا الرقم إلى ثلاثة آلاف ومئتي كيلومتر مربع على اعتبار أن طول الجبل يبلغ ثمانين كيلومترا وعرضه أربعون. وهذه المساحة تشكل حوالي ثلث مساحة لبنان البالغة 10452 كلم مربع.

## سبب التسمية
جبل عامل أو جبل الجليل أو جبل الخليل أو بلاد بشارة أو بلاد المتاولة، تلك هي الأسماء المتعددة التي عرف بها قديماً جبل عامل من لبنان الجنوبي، ويكاد المؤرخون يجمعون على سبب تسميته نسبة إلى قبيلة عاملة بن سبأ، وفيما يلي بعض أقوال المؤرخين وعلماء البلدان:
- قال القلقشندي: «جبل عاملة وجبال عاملة وجبل الخيل وجبل الجليل وبلاد بشارة والبشارتين، تسميات لمسمى واحد وهو جبل عامل، نزله بنو عاملة بن سبأ من عرب اليمن عند تفرقهم بسيل العرم فعرف بهم وهو جزء من لبنان».[12]
- أما عن تعدد التسميات فيقول العلامة السيد محسن الأمين: «من أسمائه جبل عامل أو جبل عاملة أو جبال بني عاملة فجبل عاملة أو بني عاملة نسبة إلى بني عاملة الذين سكنوه وتسميته بجبال عاملة بلفظ الجمع باعتبار أنها جبال كثيرة وبجبل عاملة بلفظ المفرد باعتبار إرادة الجنس أما تسميته بجبل عامل بحذف الهاء فهو تخفيف لكثرة الاستعمال».
- وقال في متن اللغة. مادة ع م ل.:«بنو عاملة، حي يمان من ولد الحارث بن عدي. ينتهي إلى كهلان بن سبأ، نُسبوا إلى أمهم عاملة بنت مالك القضاعية. وجبلهم بالشام، فوق صور وصيدا، يعرف بهم. واشتهر باسم جبل عامل».[13]
- يقول المؤرخ محمد جابر آل صفا:«سمي بعامل نسبة إلى اهله الذي يعود نسبهم إلى قبيلة بني عاملة اليمنية وهم من أقدم من سكن لبنان».[14]، وقد قدموا عند تهدم سد مأرب في اليمن، وهم عرب أقحاح.[15]
- ومن أسمائه جبل الجليل، قال اليعقوبي في كتاب البلدان: ومن جند دمشق جبل الجليل وأهله قوم من عاملة ومن جند الأردن صور وبها دار الصناعة.[16]
- وعن الجغرافي الإدريسي المتوفى سنة 1187 أنه قال عن صيدا أن لها أربعة أقاليم وهي متصلة بجبل لبنان: «إقليم جزين وإقليم السربة وهو إقليم جليل وإقليم كفرفيلا وإقليم الرامي» فقد جعل إقليم الجليل من أقاليم صيدا.
- وفي القاموس جبل الجليل بالشام، وفي تاج العروس للزبيدي:«جبل الجليل في ساحل الشام ممتد إلى قرب مصر كان معاوية حبس فيه من ظفر به ممن كان يتهم بقتل عثمان منهم محمد بن أبي حذيفة وابن عديس وكريب بن أبرهة وذلك سنة 37».[17]
- ومن أسمائه جبل الخيل، فقد صرح بتسميته به ابن الأثير في تاريخه إذ قال عند ذكر محاصرة الصليبيين لقلعة تبنين: «إن الملك العزيز خرج من مصر لنجدة المسلمين في الشام ورحل هو والعساكر إلى جبل الخيل ويعرف بجبل عاملة».[18]
- وقد عرف بعض أجزاء من جبل عامل ببلاد بشارة نسبة إلى أحد الزعماء الذي تعددت الآراء حول نسبه وذكر بعض المؤرخون انه الأمير بشر بن معن وقال آخرون أنه بشارة بن مقبل القحطاني لكن المعمول عليه والأقرب إلى الصحة أنه الأمير حسام الدين بشارة بن أسد الدين بن مهلهل بن سليمان بن أحمد بن سلامة العاملي.[19]
- وقد عرف هذا الجبل ببلاد المتاولة كون معظم سكانه من المتاولة حسب التسمية المعروفة في لبنان أي الشيعة[20] وهذا اللقب وهذه اللفظة هي جمع متوالي مشتق على غير قياس من تولى أي اتخذ ولياً ومتبوعاً من ولائهم لأهل البيت النبوي الطاهر الذي هو الركن في مذهب الشيعة أو مشتق على القياس من توالى أي تتابع من تتابعهم واسترسالهم خلفا عن سلف في موالاة آل البيت.[19] ويرى البعض الآخر أن أصل هذه الكلمة (المتاولة) مأخوذة من الكلمة الفصيحة (المتأولة)، وهذا اللقب كان يطلق على الشيعة في عصر المماليك على ما يبدو. كما عُرف بعض شيعة جبل عامل ومنهم شيعة جزين بالمياذنة نسبة إلى سهل الميذنة القريب من بلدة كفررمان العاملية.

ويعود نسب البعض منهم إلى قبيلة قريش العربية التي ينتسب لها الرسول الأكرم محمد بن عبد الله. كما تعرف المنطقة التي تشمل إقليم التفاح وإقليم الشومر، وصور وصيدا والنبطية وبلاد الشقيف ببلاد بشارة نسبة إلى أحد زعمائها.

## جبل عامل في المرويات الشيعية
اكتسب جبل عامل أهمية عند الشيعة الإمامية وقد ذكر الحر العاملي في مقدمة كتابه (أمل الآمل) جملة من فضائل جبل عامل بنظر الشيعة ومنها:
- أن جبل عامل داخلة في الأرض المقدسة أو متصلة بها[21]، كما يظهر من الأخبار الشيعية ومن أقوال أكثر المفسرين الشيعة في قوله تعالى: ﴿يَا قَوْمِ ادْخُلُوا الْأَرْضَ الْمُقَدَّسَةَ الَّتِي كَتَبَ اللَّهُ لَكُمْ وَلَا تَرْتَدُّوا عَلَى أَدْبَارِكُمْ فَتَنْقَلِبُوا خَاسِرِينَ ۝٢١﴾.[22]
- أن بلاد جبل عامل بلاد مباركة[23]، متصلة ببلاد بيت المقدس التي تدخل في قوله تعالى: ﴿سُبْحَانَ الَّذِي أَسْرَى بِعَبْدِهِ لَيْلًا مِنَ الْمَسْجِدِ الْحَرَامِ إِلَى الْمَسْجِدِ الْأَقْصَى الَّذِي بَارَكْنَا حَوْلَهُ لِنُرِيَهُ مِنْ آيَاتِنَا إِنَّهُ هُوَ السَّمِيعُ الْبَصِيرُ ۝١﴾.[24]
- أن تشيع أهل جبل عامل أقدم من تشيع غيرهم[25]، وأنه لم يسبق أهل جبل عامل إلى التشيع إلا جماعة محصورون من أهل المدينة. وقد كان أيضا في مكة والطائف واليمن والعراق والعجم شيعة قليلون، وكان أكثر الشيعة في ذلك الوقت أهل جبل عامل.
- كثرة من خرج من جبل عامل من العلماء والفضلاء، فما من قرية إلا وقد خرج منها جماعة من علماء الإمامية وفقهائهم، فعدد علمائهم يقارب خمس عدد علماء المتأخرين، وكذا مؤلفاتهم بالنسبة إلى مؤلفات الباقين، مع أن بلادهم بالنسبة إلى باقي البلدان أقل من عشر العشر (جزء من مئة جزء من البلدان).[26]
- ما وجده الحر العاملي بخط أحد علماء الشيعة نقلا عن خط الشهيد الأول نقلا من خط ابن بابويه عن الإمام الصادق متحدثا عن أهل جبل عامل: «.... تمحل البلاد دون بلادهم.... يأمرون بالمعروف وينهون عن المنكر، ويعرفون حقوق الله ويساوون بين إخوانهم.... وأن فيهم رجالا ينتظرون، والله يحب المنتظرين».[27] وهذا الحديث غير موجود في كتب الحديث الشيعية إنما تفرّد بنقله الحر العاملي في مقدمة كتابه المذكور.
- كثرة من دفن في جبل عامل من الأنبياء والأوصياء والعلماء والصلحاء.[27]

## ميزات جبل عامل
امتاز جبل عامل بأمور عدة منها:
- طيب هوائه ونقاؤه وعذوبة مائه وطيب تربته.
- امتياز سكانه بالذكاء واعتدال القرائح ولعل هذا ناشئ عن الأمر الأول لتأثير الإقليم في الطباع واعتدال الهواء في اعتدالها. ويشهد بذلك أنه ما حلَّ العامليون في قطر من الأقطار إلا وتعلموا لغة أهله بأقرب وقت وتكلموا بلهجتهم بحيث لا يمتازون عنهم ولا يظنهم السامع غرباء بل يخالهم من أهل تلك البلاد في حين أننا نرى بعض من يسكن جبل عامل من أهل البلاد العربية يسكن فيه الزمان الطويل ولا تتغير لهجته أو تتغير إلى لهجة ثالثة فضلاً عمن يسكن فيه من غير العرب الذين تبقى العجمة بادية على لغتهم العربية التي تعلموها ونرى الأمي من العامليين الذي لم يعرف غير الفلاحة والزراعة يهاجر إلى أمريكا أو أفريقيا لطلب الرزق فيتعلم بأقرب وقت لغتهم ويجيدها ويتعلم القراءة والكتابة بالحروف اللاتينية والعربية ويتعاطى التجارة والصناعة ويتقدم في ذلك فضلاً عن المتعلمين منهم.[28]
- كثرة من نبغ فيه، ففي أوائل الفتح الإسلامي وبعده بمدة نبغ في العامليين الشعراء والعلماء والقواد والأمراء. فلقد نبغ فيه من القرن السادس الهجري أو قبله إلى اليوم في كل عصر من العلماء في كل فن والشعراء والأدباء والكتاب العدد الكثير الذي يفاخر به جبل عامل سائر الأقطار ويفاخر بهم عصرهم سائر العصور والذين إن لم يكونوا قد امتازوا عن سكان باقي الأقطار فلا ينقصون عنهم. ولم ينقطع منه العلم من ذلك الحين إلى وقتنا هذا.[29] وحسبك في فضل جبل عامل أن يجتمع في قرية في جنازة سبعون مجتهداً والعلماء هم ورثة الأنبياء (في عصر الشهيد الثاني) وقد كثرت مؤلفاتهم في كل فن حتى أن أفران عكا بقيت تشتعل منها ستة أيام في حادثة الجزار المشؤمة ولم ينج منها إلا ما سرقه أهل فلسطين من نفائسها وما حمله الهاربون إلى بلاد غير بلادهم وحسبك في فضل جبل عامل أن يضع صاحب أمل الآمل كتابه في علماء جبل عامل ويعترف بعدم الاستقصاء وأن يقصده الطلاب والعلماء من العراق وإيران وأن يبلغ عدد طلاب مدرسة المحقق الميسي أربعمائة طالب فيما يقال.[30]

## تشيُّع أهل جبل عامل

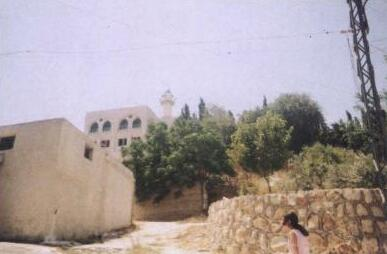
المسجد المنسوب لأبي ذر الغفاري الكناني في ميس الجبل

تختلف الأقوال حول مرجعية وأصل التشيّع في جبل عامل ويرى البعض من المؤرخين أن التشيّع انتشر بشكل واسع في جبل عامل في القرن الرابع الهجري، حيث شهد العراق وإيران والشام وشمال إفريقيا ومصر مدّاً شيعياً، وذلك في عهد البويهيين والحمدانيين والأدارسة والفاطميين.
وكان جبل عامل واقعاً في حكم الفاطميين، وظل تابعاً لهم حتّى سقط كغيره من البلاد الإسلاميّة في المنطقة تحت سيطرة الصليبيين مدة من الزمن وخضع لهم.
وفيما يلي بعض أقوال المؤرخين والباحثين بخصوص أصل التشيّع في جبل عامل:
- قال الشيخ أحمد رضا: «إن التشيّع في بلاد الشام هو أقدم منه في كل البلاد، غير الحجاز. وهذا من العجيب، أن يقوم أول ركن، وتنتشر أول دعوة للشيعة في بلاد محكومة لأعدى الناس لهم.... ثم كان يخرج إلى الساحل، فكان له مقام في قرية الصرفند القريبة من صيدا، ومقام آخر في قرية ميس، المشرفة على غور الأردن، وكلتاهما من قرى جبل عامل، والمقامان إلى الآن معروفان».[32]
- ذكر الشيخ سليمان ظاهر:«إن قدم التشيع في هذا القطر، (يعني جبل عامل) يمتد إلى خلافة عثمان (رض) وإلى عهد نفي أبي ذر».[33]
- قال السيد محسن الأمين في كتابه أعيان الشيعة:«ومن المشهور أن تشيع جبل عامل كان على يد أبي ذر، وأنه لما نفي إلى الشام، وكان يقول في دمشق ما يقول، أخرجه معاوية إلى قرى الشام، فجعل ينشر فيها فضائل أهل البيت فتشيع أهل تلك الجبال على يده. فلما علم معاوية، أعاده إلى دمشق، ثم نفي إلى المدينة». ثم قال:«وهذا، وإن لم يرد به خبر مسند، لكنه قريب غير مستبعد».[34]

إلاّ أن بعض المؤرخين يشكّكون بذلك لعدم توفر المصادر لهذا القول.
- ويقول الأمير شكيب أرسلان:«إن الطائفةالشيعية موجودة في برّ الشام منذ أوائل الفتح الإسلامي».[35]

هذا فيما خص أصل التشيّع في جبل عامل، أما فيما خص استمرار التشيّع فيه فيوجد نصوص تاريخية من القرن الثالث والرابع والخامس الهجري تؤكّد هذا المعنى، أما بعد القرن الخامس فلا داع لوجود نصوص تاريخية حيث أن كثرة العلماء والمؤلفين والسياسيين المنتسبين إلى جبل عامل من أهل القرن السادس وما بعده كفيلة برفع اللبس، ومن هذه النصوص:
- يقول الشيخ جعفر المهاجر:«كان سكان المناطق القريبة من جبل عامل في أواخر القرن الثالث الهجري على مذهب التشيّع.... وكان الشيعة موجودون بكثافة على أطراف جبل عامل وعلى حدوده... أما صور فكانت منذ القدم معقلا للشيعة فقد برز فيها العلامة الكراجكي أبو الفتح بن علي بن عثمان المتوفي عام 449 هجري وكذلك الشاعر عبد المحسن الصوري وغيرهما».[36]
- قال المقدسي وهو من أهل القرن الرابع الهجري:«كان أهل طبريا ونصف أهل قَدَس وكذلك نصف أهل مدينة نابلس وأكثر أهل بلدة عمان شيعة».[37] والملاحظ أن نابلس وطبرية وصفد وعمان هي مدن تقع على أطراف جبل عامل أما (قَدَس) فكانت من حواضر جبل عامل وتقع على طرفه الشمالي من جهة الحولة فقد قال عنها المقدسي في كتابه أحسن التقاسيم:«قَدَس ورستاقها جبل عامل». والرستاق موضع فيه مزارع وقرى وبيوت مجتمعة، ولا يصح إطلاق لفظ الرستاق على جبل عامل ما لم يكن عامرا آنذاك.
- ويقول ناصر خسرو الذي زار الجبل في العام 437 هجري (1040 ميلاي) وهو من أهل القرن الخامس الهجري:«أكثر أهل صور شيعة وكذلك طرابلس والشيعة في جميع البلاد قد بنوا مساجد لطيفة».[38]

## هجرة العلماء إلى جبل عامل
مضى على جبل عامل أعصار كانت فيها رحلة طلاب العلوم إليه فقد هاجر إليه ناصر بن إبراهيم البويهي وقرأ في عيناتا على الشيخ ظهير الدين العاملي العيناثي. وقصده المولى عبد الله التستري من أعاظم علماء إيران للاستجازة من الشيخ نعمة اللهً بن خاتون وولده الشيخ أحمد بن نعمة اللهً وحضر أحمد بن فهد الحلي صاحب عدة الداعي إلى جزين واستجاز من الشيخ علي ولد الشهيد وصحب الشيخ علي بن هلال الجزائري السيد حسين الكركي إلى كرك نوح وقرأ عليه واستفاد منه في تلك الصحبة.
و ممن هاجر إلى جبل عامل وتوطنه من بني هاشم من قبيلة قريش أبو مسلم وإبراهيم ابنا محمد شبانة بن تمام بن علي بن تمام بن عمار الحسيني القرشي.
وكانت عيناثا وميس وجزين ومشغرى وجبع وكرك نوح وغيرها غاصة بالمدارس وطلاب العلم وتخرج منها الألوف من أعاظم العلماء الشيعة.
وكان جبل عامل في أكثر الإعصار هدف الكوارث والمحن والعداوات الشديدة من مجاوريه من حكام دمشق وأمراء بلاد صفد (فلسطين) وجبل لبنان وغيرهم.
و كانت العداوة الدينية من اعظم البلايا على أهل جبل عامل، فيها استحلت دماؤهم وقتلت علماؤهم ظلماً وعدواناً كما جرى للشهيد الأول محمد بن مكي العاملي الجزيني مفخرة عصره بل جميع العصور الذي قتل في دمشق للتشيع في دولة بيدمر وسلطنة برقوق بعدما حبس سنة كاملة في قلعتها ثم قتل بالسيف ثم رجم ثم أحرق سنة 786 هـ.
و كذلك جرى للشهيد الثاني زين الدين بن علي العاملي الجبعي أول من صنف من الامامية المتأخرى ن في دراية الحديث. فلقد قبض عليه في مكة المكرمة وهو في الطواف بوشاية قاضي صيدا وقتل في طريق القسطنطينية في سلطنة السلطان سليمان العثماني سنة 965 هـ وهذا نموذج مما كان يعامل به إجلاء علماء الشيعة في تلك العصور المظلمة.
وكان أيضا" من أهم علماء جبل عامل السيد حسن الصدر الكاظمي.
و من أشهر المحققين كان المحقق الحلي جعفر ابن سعيد، والمحقق الشيخ علي بن عبد العالي العاملي الكركي.

## الفتوى والقضاء في جبل عامل
كان مفتي بلاد بشارة من قبل الحاكم هو السيد محمد الأمين وكان أبوه السيد علي محمد الأمين من قبله مفتياً أيضاً كما كان أبوه السيد محمد الأمين الأول مفتياً أيضا قبل ابنه المذكور. وكان ذلك (بفرمانات) من الولاة والحكام العثمانيين لكل واحد منهم.
وبعد الحرب العالمية الأولى عين من الشيعة في جبل عامل مفتون في صور ومرجعيون ثم في صيدا كما عين منهم في بعلبك والهرمل وكان للشيخ الحانيني المتوفي سنة 1035 منصب الإفتاء في إمارة فخر الدين المعني وكان السيد علي إبراهيم معاصر السيد علي محمد الأمين مفتياً في قضاء صيدا.
ولكن مرجع القضاء والفتوى الحقيقي في جميع أدوار جبل عامل هم العلماء المجتهدون العدول سواء في ذلك زمن قضاته الشيعة والمفتين الرسميين في العهد الإقطاعي وفي زمن امتياز لبنان القديم وفي عهد قضاة الأتراك الأحناف وفي عهد الاحتلال الفرنسي فجميع القضاة والمفتين المعينين من قبل الحكام ليس لهم من القضاء إلا الشيخ حسين مغنية., حيث أن المرجعية في النجف (ألإمام النائيني) كانت ترجع الشيعة في جبل عامل وعموم الشام إليه فيما يتعلق بالإفتاء والقضاء، أما الباقون فلم يكونوا مجتهدين عدولاً لأن الشيعة الإمامية الجعفرية تعتقد حسبما رسمه لها أئمة أهل البيت عليهم السلام أن منصبي الفتوى والقضاء مختصان بالفقهاء المجتهدين الثقات العدول القادرين على استنباط الأحكام الشرعية من الأدلة الأربعة الكتاب والسنًة والإجماع ودليل العقل.
وبعد زوال حكم العشـائر عن البلاد سنة 1282 هجرية شكل في جبل عامل ثلاثة أقضية وعين لها ثلاثة قائمقامين أحدها في مرجعيون ومركزه قرية كفركلا ثم نقل منها إلى جديدة مرجعيون في عصرنا وثانيها في مدينة صيدا وثالثها في مدينة صور ومديريتان إحداهما في تبنين والأخرى في النبطية وبعد الاحتلال الفرنسي جعلت صيدا متصرفية ثم أبدل اسم المتصرف باسم محافظ وزيد في عدد المديريات فأضيف إلى مديرتي النبطية وتبنين مديريات علما الشعب وعدلون وبنت جبيل وجعلت محاكم نظامية في صيدا وصور ومرجعيون مؤلفة من رئيس وثلاثة أعضاء وكاتبين ومحكمة صلح في النبطية مؤلفة من حاكم وكاتب ثم الغيت المديريات كلها في الجمهورية اللبنانية وأبدل اسم القائمقام بالمحافظ ثم أعيد اسم القائمقام لصور ومرجعيون وخص اسم المحافظ بمتصرف صيدا وألغيت المحاكم من صور ومرجعيون وجعل مكانها حكام صلح وأبقيت محكمة صيدا فقط واليها مرجع المحاكم الصلحية وأنشئت محكمة صلح تقيم في تبنين ستة أشهر ومثلها في بنت جبيل وأصبح حكم جبل عامل مؤلفاً من محافظة في صيدا وقائمقامين في صور ومرجعيون وجزين ومحكمة بداية (واستئناف لأحكام حكام الصلح) في صيدا وخمسة حكام صلح في جزين والنبطية وصور ومرجعيون وما بين تبنين وبنت جبيل.

## المساجد والجوامع المتميزة في جبل عامل بإتقانها
لا يوجد في جبل عامل بلدة أو قرية كبيرة أو صغيرة إلا وفيها مسجد أو مسجدان أو أكثر وإنما غرضنا أن نذكر المساجد المعظمة فيها المتميزة بإتقانها وأحكامها وسعتها:
1. مسجد هونين من بناء قبلان الحسن من آل علي الصغير كان محكم البنيان مشيد الأركان من أعظم مساجد جبل عامل بني سنة 1166 وبجانبه مأذنة شامخة بنيت سنة 1187.
2. مسجد مركبا عليه قبة بناها أهل القرية.
3. مسجد طلوسة بنى عليه أهل القرية قبة سنة 1348.
4. مسجد قبريخا جدد بناءه أهل القرية بالقرميد سنة 1347.
5. مسجد القنطرة جدد بناءه أهل القرية بالقرميد سنة 1348.
6. مسجد ميس الجبل جدد بناؤه في هذا العصر العالم الشيخ موسى قبلان وهو قبو.
7. مسجد بليدة من أعظم مساجد جبل عامل محكم البنيان في الغاية قديم لا يعرف من بناه وهو قبو ويظن أنه من بناء أمراء عشـائر جبل عامل قائم مع سعته على عمود واحد وليس له في جوانبه أساطين بل القبو قائم على الحيطان وقد أخرج من البنيان شبه العضـائد في جوانبه يزيد إلى الأمام شيئاً فشيئاً أوله مستدق ثم يصير عريضاً بشكل بديع جداً وصنعته غريبة وقد أصلح في هذا العصر.
8. مسجد شقراء كبير جداً من أعظم مساجد جبل عامل له حرم يحيط به من جوانبه الأربعة مرتفع عن الأرض أنشأه السيد أبو الحسن موسى سنة 1182 وكان يصلي فيه صلاة الجمعة وكان مبنياً بقناطر وله مأذنة في زاويته القبلية الشرقية ولها درج خارجي بجانب الحائط الشرقي ثم جدد بناؤه من الزكوات السيد علي ابن السيد محمود وبنى عليه قبتين على يد المعمار الحاج حسن غزيل الصوري وأصلحه في سنة 1350 السيد محسن الأمين فطلى القبتين والسطح بالشمينتو وبنى جدران داره وأقام فيه إيواناً من الجهة الشمالية.
9. مسجد بنت جبيل الكبير من أعظم مساجد جبل عامل جدده سنة 1300 الحاج سليمان بزي وصي أخيه الحاج محمد من مالهما الخاص المشترك بإشارة العالم المصلح الشيخ موسى شرارة وعنايته وبنى عليه قبة عظيمة وكان رئيس البنائين الحاج حميدي الصفدي الذي بنى سراي تبنين لعلي بك الأسعد. وبني سقف الجانب الشرقي من الخارج بالخشب ثم بنى سنة 1349 بالإسمنت والحديد من وصية الحاج إسماعيل ابن الحاج محمد بزي ووقف المذكور بعض سهمه في زيتون قدس على هذا المسجد وأصلحت القبة أيضاً بالإسمنت وقد جدد الشيخ موسى أيضاً جامعاً في بنت جبيل يعرف بجامع بيت جمعة ثم هدمه الشيخ حسين بزي وبنى عليه قبة.
10. مسجد عيناتا جدد بناؤه سنة 1350 بعض من كان في المهجر.
11. مسجد تبنين قبو وله مأذنة معمور معظم.(وقد تم هدمه للأسف ولا زال المسجد الجديد حالياً قيد الإنشاء 2003 م.).
12. مسجد شحور من أعظم مساجد جبل عامل وقد جدد بناؤه في هذا العصر على نفقة الحاج عبد اللطيف الزين وبنى فوقه قبة وبناه بناء محكماً.
13. مسجد جويا: في جويا مساجد عديدة وفي سنة 1349 جدد بعضها. وحديثا تم بناء مسجد التقوى وهو من أكبر المساجد في جبل عامل إذ يتّسع لعشرة آلاف مصلّ في وقت واحد وله أربعة مآذن يصل ارتفاع الواحدة منها إلى 60 متراً، كما تضم جويّا مسجد الرسول الأعظم (ص) ومسجد الإمام الرضا (ع) هذا ويوجد فيها أكثر من عشرة مساجد تتوزع في أرجائها.
14. مسجد طير دبا متقن البنيان لطيف الشكل جدد بناؤه الفقيه القدوة الشيخ حسين مغنية. سنة 1347 وبنى فوقه قبتين.
15. مسجد صور فيها جامع محكم البناء له مأذنة عالية بناه عباس المحمد حاكم صور في عصر ناصيف النصار سنة 1180 وفي هذا العصر سنة 1350 بني فيها جامع متقن بمأذنة عالية يزيد إتقانه على الجامع القديم ويعد من أعظم مساجد جبل عامل.
16. مسجد الخيام مبني بالقرميد.
17. مسجد النبطية الفوقا فيها عدة مساجد أعظمها مسجد قديم البنيان عليه قبة من أعظم مساجد جبل عامل.
18. مسجد النبطية التحتا فيها عدة مساجد أعظمها مسجد جدد بناؤه رجل من أهلها يسمى الحاج حيدر جابر وبنى عليه قبة سنة 1310 وأصلح وزيد عليه وجلب إليه الماء في سنة 1348.
19. مسجد جبع فيها مساجد عديدة أحدها منسوب للشهيد الثاني وجدد فيها مسجد في هذا العصر محكم متقن البنيان.
20. مسجد مشغرى فيها مسجدان معموران أحدهما متقن جداً مبني بالقرميد بناه أحد المهاجرين في أمريكا ومسجد ثاني خراب.
21. مسجد الإمام علي في بلدة عنقون وهو مبني منذ وقت طويل

و مجموع مساجد جبل عامل بين صغير وكبير تزيد عن أربعمائة.

## مزارات جبل عامل ومشاهدها
تكثر المزارات والمشاهد في جبل عامل ومن أشهرها:

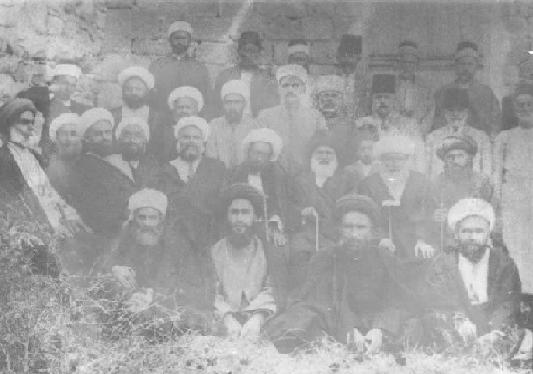
جمعية العلماء العاملية التي أسسها الشيخ حسين مغنية

1. (مشهد يوشع بن نون) وصي موسى بن عمران (ع) فوق الحولة عليه قبة شاهقة كان يجتمع فيه الألوف من الزوار من العامليين في مواسم الزيارات لا سيما نصف شعبان ويكثر فيها الدبك والصفق من النساء والرجال وإطلاق البنادق والضرب على المجوز والشباب وغير ذلك من أنواع اللهو. والبعض يشتغل بالعبادة من الدعاء والزيارة والصلاة وذكر اللَه تعالى. هذا قبل الحاقة بفلسطين وبعده انقطع ذلك.

...(مشهد النبى يونس) في بلدة كفرا، وقد أثبت الباحث في الحضارات التاريخية موسى سلمان
أن النبي يونس ولد في بلدة كفرا ومات فيها، ولم يذهب إلى بلدة نينوى العراقية أبداً لأن نينوى ليست متشابهة للمنطقة الجغرافية التي عاش فيها النبي يونس،
1. (مشهد محيبيب) قريب منه يقال أن فيه قبر بنيامين بن يعقوب عليهما السلام وعليه قبة.
2. (مشهد النبي منذر) خربة في ميس الجبل محاط بحائط قصير من جوانبه الأربعة ويحتمل أن يكون هناك قبر لعالم أو عبد صالح أما نبي فلا.
3. (مشهد منذر) في مركبا له أوقاف وعليه قبة وفي ميس محل يسمونه النبي منذر كما تقدم.
4. (مشهد العويذي) فوق كفركلا على جبل عال والمعروف أن فيه قبر الشيخ محمد العودي تلميذ الشهيد الثاني.
5. (مشهد حزقيل) قرب قرية دبين في مرجعيون يزوره الدروز ويعظمونه.
6. (مشهد بنات يعقوب) في شقرا قبليها وسط جبانة قديمة له محراب وهو خراب لا يعلم ما هو.
7. (مشهد شيث) في برعشيت خراب لا يعلم ما هو.
8. (مشهد جمال الحسن) في حداثا والظاهر أنه قبر عالم أو عبد صالح أو حاكم عليه قبة.
9. (مشهد الصياح) في جويا له أوقاف وعليه قبة وكان أهل القرية لا يعظمونه كثيراً فاتفق إنه في أيام العصابات بعد الاحتلال الفرنسي جاء صادق الحمزة بعصابته إلى جويا يوم السوق فنظر أحد رفاقه قبة الصياح فتكلم بكلام فيه إهانة لصاحبها وأراد إطلاق بندقيته عليها ثم دخل بعض البيوت ليتغدى ووضع البندقية بين يديه فعلق ثوبه بها فجذبه فثارت فقتلته فاعتقد أهل القرية إن هذه كرامة لصاحب المشهد فبالغوا في تعظيمه.
10. (مشهد محمد نوح) في البازورية بساحل صور.
11. (مشهد المعشوق) بقرب صور عليه قبة وبجانبه قبر عباس المحمد حاكم صور من آل علي الصغير وعليه قبة أيضاً.
12. (مشهد شمع) في الشعب بساحل صور يقال أن فيه قبر شمعون الصفا.
13. (مشهد ساري) في ساحل صيدا قرب عدلون لا يعلم ما هو، وعليه قبة.
14. (مشهد النبي قاسم) هكذا يسميه العامة قريب صور إلى الشمال بجانب نهر الليطاني عليه قبة صغيرة يظن أنه أحد أجداد آل علي الصغير ويحتمل كونه عالماً أو صالحاً وليس في الأنبياء من اسمه قاسم.
15. (مشهد صافي) على جبل عال قريب جباع عليه قبة.
16. (مشهد سجد) على جبل عال من قمم جبل الريحان عليه قبة يؤمه اليهود للزيارة من الأماكن الدانية والقاضية في فصل الربيع ولذلك يقال أنه من ولد يعقوب.
17. (مشهد علي الطاهر) في بلاد الشقيف عليه قبة.
18. (مشهد أبو الركاب) أو الركب قريباً من عرمتا عليه قبة.
19. (مشهد هارون) في خرطوم من ساحل صيدا منسوب لهارون أخي موسى عليهما السلام تزوره اليهود.
20. (مشهد أبو الروح) في صيدا وهو صحابي.
21. (مشهد الخضر) في ساحل صيدا على شاطئ البحر مقابل الصرفند.
22. (مشهد مار إلياس) قرب صيدا فوق قرية الحارة.
23. (مشهد فارس البطاح) في الدوير من عمل الشقيف.
24. (مشهد تميم) قرب الدوير من عمل الشقيف.
25. (مشهد النبي جليل) في الشرقية من عمل الشقيف.
26. (مشهد نون) في مشغرة كان عليه قبة ولما جدده أحد المهاجرين في أمريكا هدمت القبة وسقف بالقرميد.
27. (مشهد مري) في مشغرا.
28. (مشهد يحيى) في حنويه.
29. (مشهد صاليم) في عربصاليم.
30. (مشهد محمد الباقر) في عين قانا وهو من علماء جبل عامل.
31. (مشهد ادريس) في الغازية.
32. (مشهد النبي عازر) قرب عازور من عمل جزين.
33. (مشهد شحور) في شحور
34. (مشهد روبيل) قرب قرية طيربيخا في الشعب في مزرعة تسمى مزرعة النبي.
35. (مشهد ناصر بو ناصر) في الخيام.
36. (مشهد الخضر) في حومين التحتا.
37. (مشهد النبي نوح) في يانوح.
38. (مشهد محمد الظريف) في عنقون.
39. (مشهد ناصر) في كفر حتى.
40. (مشهد النبي عمران) في القليلة تبعد عن مدينة صور باتجاه الناقورة حوالى 10 كم يأتيه الزوار من الشيعة والمسيحيين
41. (مشهد الولي الصالح تميم بن نوفذ)  في حاروف.
42. (مشهد الولي محمد أبو الأنوار)  في تول
43. (مشهد العلماني) في علمان.

## قلاع جبل عامل وحصونه

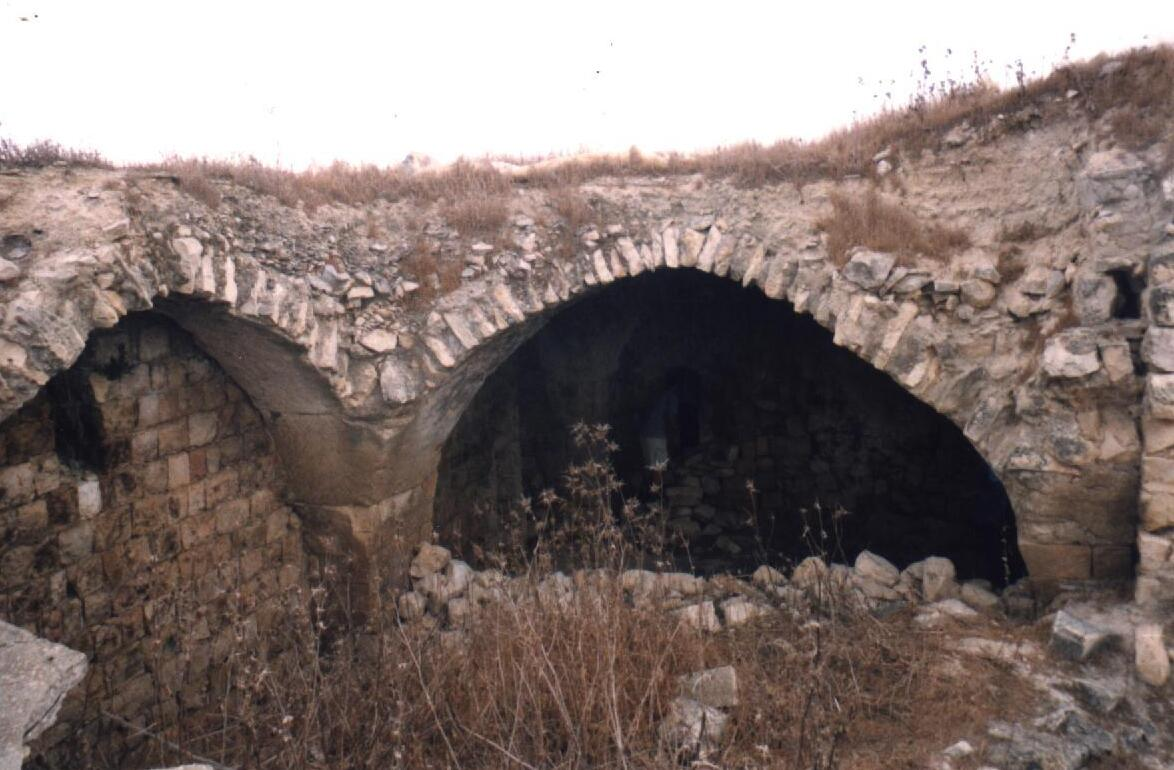
قلعة ميس بين بلدة عبا وبلدة أنصار- خراب ومهملة

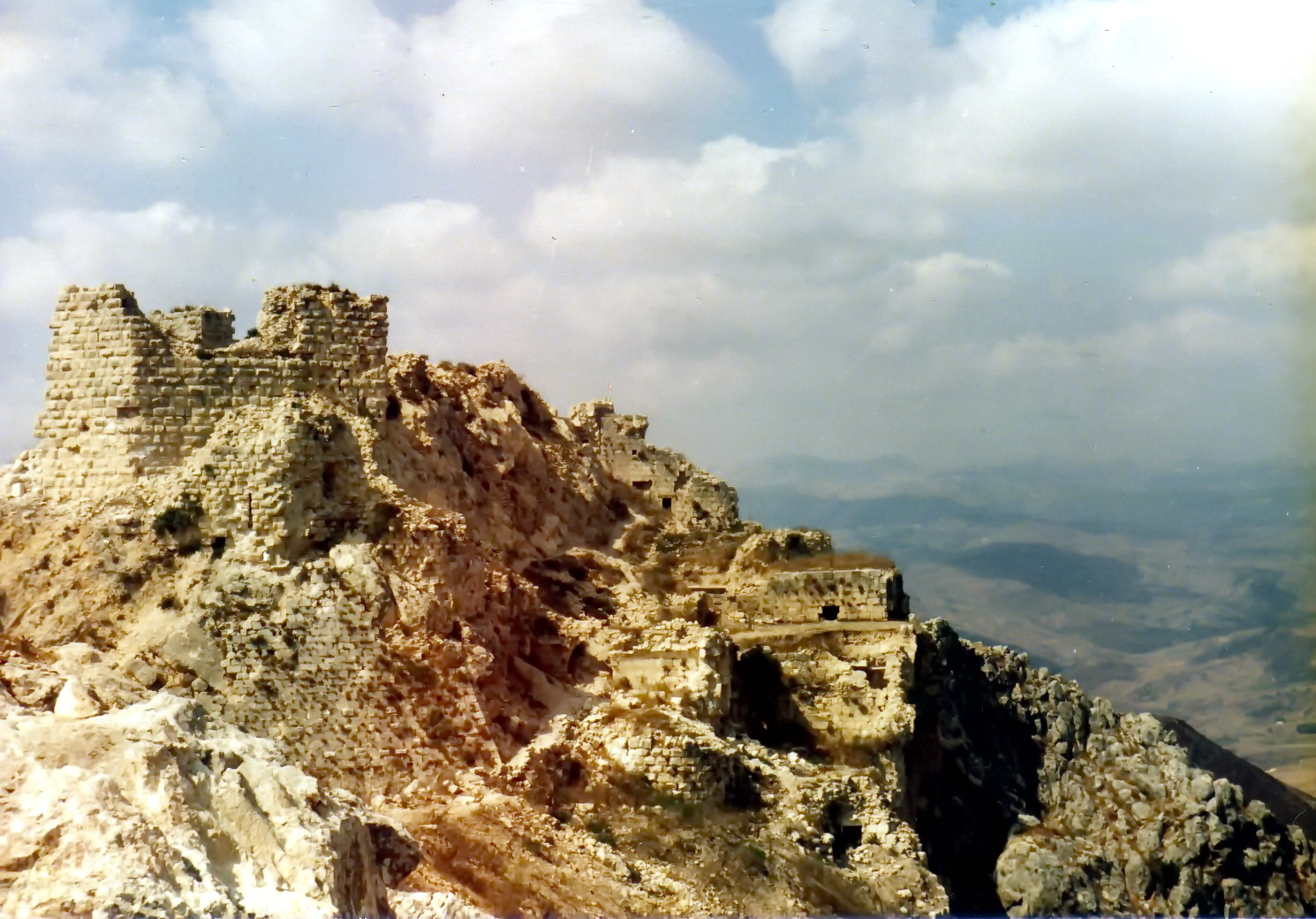
قلعة الشقيف عام 1982

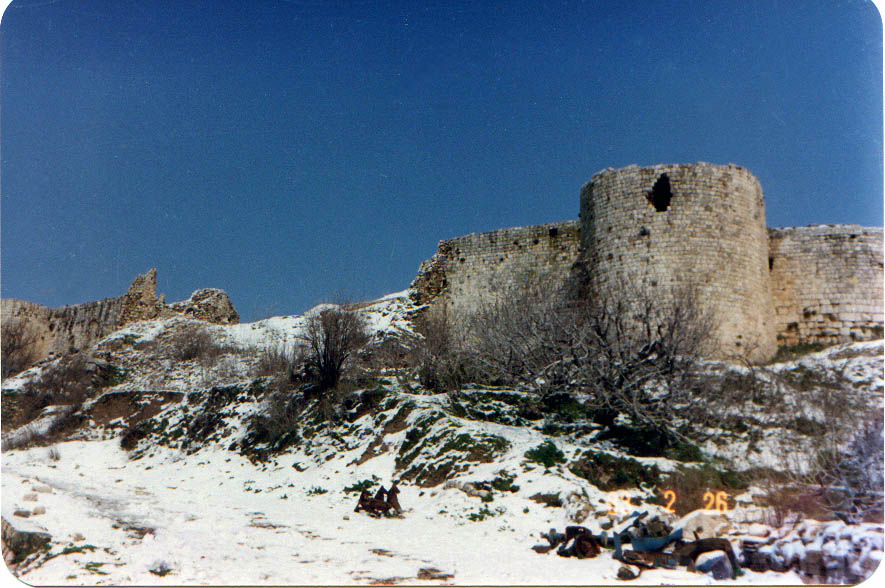
قلعة تبنين

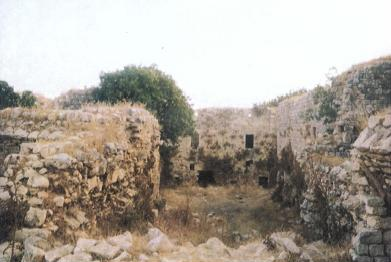
قلعة دوبيه

وهي كثيرة نذكر أسمائها مع بعض ما تيسر من تفاصيل:
1. قلعة الشقيف فوق قرية أرنون
2. قلعة مارون أو قلعة ميرون في ديركيفا
3. قلعة دوبية وهي قلعة بناؤها صليبي قائم على أنقاض بناء روماني يبلغ طولها 125 متراً وعرضها 80 متر فيها ثلاث طبقات جددها آل علي الصغير في عهد ناصيف النصار
4. قلعة شمع
5. قلعة تبنين
6. قلعة مارون في ساحل صور جدد بناءها الشيخ عباس العلي
7. قلعة القط عبارة عن مجمع صخور وحجارة على جبل صغير في أرض قرية مجدل سلم (والقط بلسان أهل جبل عامل هو الهر)
8. قلعة هونين مشرفة على الحولة لها ذكر في الحروب الصليبية ولها خندق عميق محفور في الصخر وكانت مسكن ودور للأمراء العامليين
9. قلعة الراهب
10. قلعة قلويه أو برج قلاويه
11. قلعة صور البحرية
12. قلعة أبي الحسن في ساحل صيدا ويظن أنها المسماة قلعة ميس وهي من بناء بعض أمراء المسلمين، فتحها يوسف بن أيوب وأقطعها فارس الدين ميمون القصري
13. قلعة صيدا البحرية
14. قلعة صيدا البرية
15. قلعة نيحا وهي شقيف تيرون
16. حصن شحور

## علماء جبل عامل
توالى على هذه الطائفة العدد الكبير من العلماء وكان لتهجيرهم على أيدي العثمانيين بالغ الأثر في نشر دعوة التشيع في الهند وإيران وباكستان وغيرها من الدول.
نبل العامليون، نبوغهم وفضلهم على العلم قديماً وحديثاً.. النظريات المستحدثة التي كانت موضع إعجاب الباحثين.. الأدب السامي.. الثقافة العامة.. المخترعات الميكانيكية في هذا العصر كلها مقاييس جعلت لجبل عامل أهمية كبيرة في التاريخ.
نذكر جملة من الشخصيات العاملية التي كان لها تميز على من يشاركها في هذا العصر وفي العصور الغابرة 

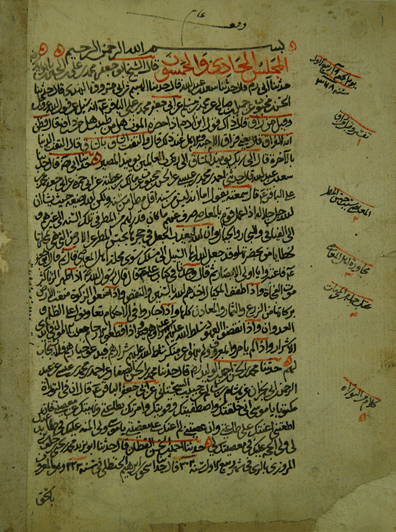
خط منسوب للشيخ الحر العاملي من العام 1114 هجري

1. محمد جابر آل صفا أهم مؤرخي جبل عامل
2. الشيخ أحمد رضا صاحب معجم متن اللغة
3. الشيخ محمد حسن الحر العاملي المشغري: هو صاحب الوسائل الذي فرغ من بعض أجزائه في سنة 1085 هـ ولد سنة 1033 هـ وتوفي سنة 1104 هـ.[49] وقد ألفها الحر في عشرين سنة وجمعها من مائة وأربعة وتسعين كتاباً منها ثمانون بلا واسطة وصاحب الوسائل من أعظم رجالات الإسلام جهاداً في سبيل الدين وأكثرهم تأليفاً وإتقاناً- وشذ أن تجتمع كثرة التأليف والإتقان- وكتاب الوسائل من أجلّ الكتب في بابه ترتيباً وتبويباً وجمعاً وضبطاً.خط منسوب للشهيد الثاني من القرن 11 هجري، کتاب روض الجنان في شرح ارشاد الاذهان

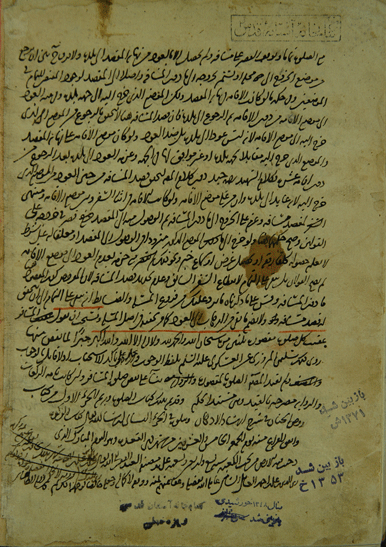
خط منسوب للشهيد الثاني من القرن 11 هجري، کتاب روض الجنان في شرح ارشاد الاذهان

4. الشهيد الثاني العاملي الجبعي: هو الشيخ زين الدين صاحب المسالك والروضة وغيرهما ولد سنة 911 هـ واستشهد سنة 966 هـ [50] له مؤلفات كثيرة ذكر بعضهم أنها بلغت مائتي مؤلف وأسماء المسطور منها والموجود لا يبلغ هذا العدد وهي كثيرة جداً وبعضها يقع في عدة مجلدات. وقد رحل في طلب العلم إلى مصر وغيرها وقد روى عن كثير من علماء الخاصة والعامة وهو أكثر علماء الشيعة ابتكاراً وله تفوق عظيم في العلوم الرياضية مع تفوقه فيما كان متخصصاً فيه. فقد أتقن المعقول والهيئة والهندسة والحساب كما أتقن العلوم العربية وعلوم الحديث وعلم الفقه وعلم الأصول وله كتب لها امتياز على ما يشاركها منها: (أ) المسالك هو شرح على شرائع الإسلام للمحقق الحلي وهو كتاب لا تستغني عنه مكتبة فقيه ولا يستغني عنه مجتهد أو مراهق للاجتهاد. (ب) الروضة: هو شرح على اللمعة الدمشقية للشهيد الأول، يدرس إلى اليوم في جامعات الشيعة الكبرى النجف وقم وخراسان وطهران وتبريز وغيرها من حواضرهم في الهند وإيران والعراق ككربلاء ولاهور والكاظمية وأصفهان وما عداها. (ج) منية المريد في آداب المفيد والمستفيد: كان الشهيد الثاني أول من هذب الدرس ورتب العلوم، وجعل هذه الناحية موضع بحث، ووضع فيها كتاباً ووضع برنامجاً للمعلم والمتعلم وقد قيل إنه ترجم إلى عدة لغات. (د) الدراية: كان الشهيد الثاني أول إمامي صنف في الدراية وقد اقتبس الإصطلاحات من كتب العامة كما ذكره ولده وغيره، فألف البداية في الدراية وشرح الدراية.
5. السيد محمد صاحب المدارك المتوفي سنة 1009هـ: هو سبط الشهيد الثاني وقد ألّف المدارك تتمة للمسالك لأن الشهيد الثاني ألف روض الجنان في العبادات من الفقه ثم لما شرح الشرائع أوجز في العبادات اعتماداً على ما فصله في الروض، أسهب فيما عداها من أبواب الفقه. ثم جاء سبطه السيد فألف المدارك فكان من المدارك والمسالك دورة فقه جعفري كاملة وقد بلغت المدارك في جودة التعبير وحذف الفضول منتهى ما يخطر في البال. ولصاحب المدارك مؤلفات كثيرة إلا أن المدارك أشهرها ومما ينسب إليه شواهد شرح بدر الدين على ألفية والده محمد بن مالك وشرح القصائد السبع العلويات المنسوبة لابن أبي الحديد وهما مطبوعان.
6. الشيخ حسن صاحب المعالم ابن الشهيد الثاني المتوفي سنة 1011هـ. له مؤلفات كثيرة تبلغ اثني عشر مؤلفاً أشهرها المعالم. وهو في معالمه يعد من المجددين في علم الأصول، وقد اشتملت المعالم على جملة من نظرياته العلمية التي لم تكن معروفة قبله، وهي لا تزال تدرس في جامعات الشيعة الدينية مع كثرة الكتب المؤلفة في الأصول التي تعد بالمئات بل الألوف. ومن نظريات صاحب المعالم التي لا تزال محط الأنظار نظرية المعنى الحرفي.
7. الشيخ حسين بن عبد الصمد المتوفي سنة 984 هـ والد الشيخ البهائي: هو أول من استدل على حجية الاستصحاب بالروايات وللشيخ حسين بن عبد الصمد عدة مؤلفات عددها في الكنى والألقاب. رسم ينسب إلى الشيخ البهائي

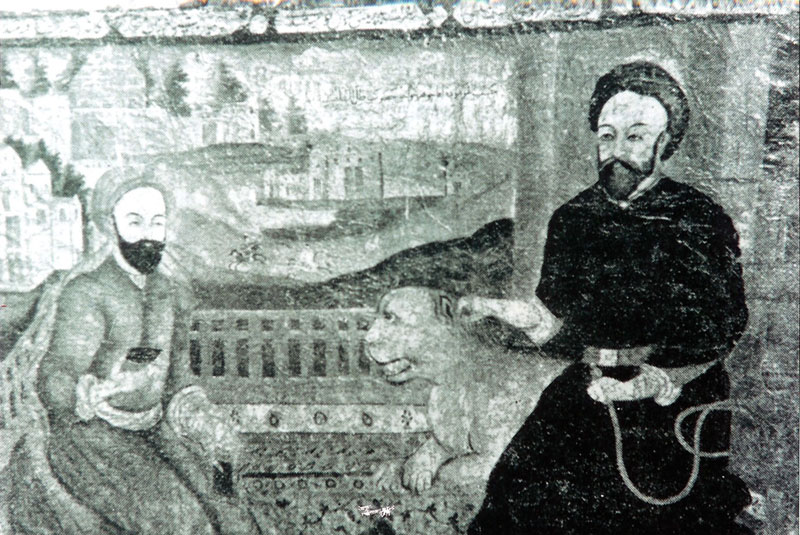
رسم ينسب إلى الشيخ البهائي

8. الشيخ البهائي محمد بن حسين بن عبد الصمد العاملي الجبعي الحارثي المتوفى سنة 1031هـ: هو أول من أنكر ثمرة مسألة الضد، ومسألة الضد من المسائل الأصولية المهمة التي هي محل بحث وجدال عند علماء الأصول من الشيعة وغيرهم. وللبهائي مؤلفات تزيد عن الخمسين مؤلفاً وقد طبع كثير منها ولا يزال بعضها يدرس في الجامعات الدينية كتشريح الأفلاك «هيئة» وكخلاصة الحساب وكالصمدية «نحو» ولعل أشهر كتبه وأكثرها تداولاً الكشكول والمخلاة وكتاب الأربعين ومفتاح الفلاح والحبل المتين.
9. المحقق الثاني الشيخ علي الكركي العاملي صاحب جامع المقاصد المتوفى سنة 940هـ: هو أول من نبه على نظرية «الترتب» وقال فيها وأنكر على أساسها ثمرة الضد. ونظرية الترتب من أدق النظريات العلمية ولا تزال موضع بحث عند العلماء حتى الساعة.
10. جواد محمد العاملي من شقراء صاحب مفتاح الكرامة: هو أول من خصص كتاباً لجمع أقوال العلماء في كل مسألة. وكان الغرض من ذلك تسهيل الأمر على الطلاب والعلماء بمراجعة هذا الكتاب بدلاً عن مراجعة الكتب الكثيرة، وهناك غرض آخر أهم وهو التحرج من نقل الإجماع في مورد الخلاف.
11. الشهيد الأول محمد بن مكي المستشهد سنة 786هـ والمولود سنة 734 هـ. له اللمعة الدمشقية وقد شرحها الشهيد الثاني ووسم الشرح بالروضة ولا يزال يدرس حتى اليوم وقد اتفق أنه ألفه في السجن في دمشق قبل شهادته، وأنه أتمه في سبعة أيام ولم يكن يحضره من كتب الفقه إلا المختصر النافع، ومما يعرف عن اللمعة أنه تعرض فيها للمشهورات.

الشيخ أحمد عارف الزين صاحب مجلة العرفان

12. المرجع الشيخ حسين مغنيّة: رئيس جمعية العلماء العامليين (وكانت تضم السيد محسن الأمين والسيد عبد الحسين نور الدين والسيد عبد الحسين شرف الدين وغيرهم) وكبير علماء الامامية ما بين الحربين العالمييتين في بلاد الشام. كان مرجع الطائفة في جبل عامل ورئيسها الديني، وهو الذي صلّى صلاة الاستسقاء المشهورة في جبل عامل (في منطقة وادي جيلو). صورة للفقيه الشيخ حسين مغنية

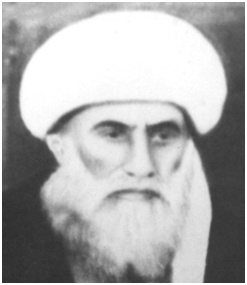
صورة للفقيه الشيخ حسين مغنية

13. السيد محسن الأمين العاملي من شقراء: له مؤلفات كثيرة ضخمة أكثرها مطبوع، منها أعيان الشيعة وهو أول كتاب من نوعه فقد جمع فيه بين تراجم أهل العلم والأدب والجاه وهو يبلغ عشرات المجلدات وقد أسهب فيه إسهاباً يغني عن مراجعة ما سواه.  صورة للسيد محسن الأمين العاملي

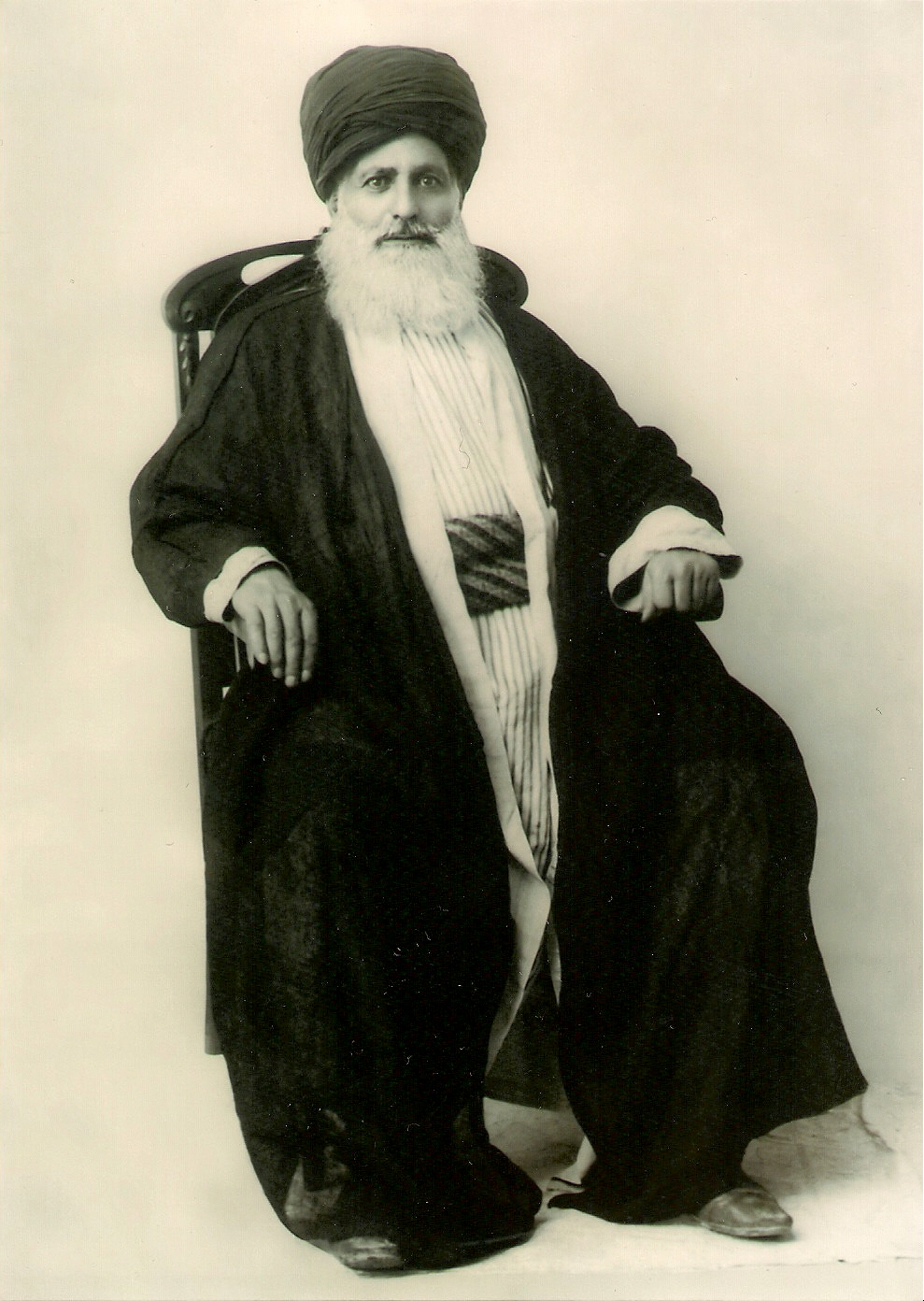
صورة للسيد محسن الأمين العاملي

14. الشيخ أحمد عارف الزين العاملي من «شحور»: صاحب مجلة العرفان وجريدة عامل ولعله هو أول صحافي عاملي وأول رجل شيعي أصدر مجلة واسعة النطاق وقد ثابر صاحب العرفان على عمله، وصبر صبر الكرم. ومجلة العرفان هي كدائرة معارف للشيعة كما أنها تحمل صورة كاملة عن الأدب العاملي والعراقي، ولا سيما النجفي منه وقد لاقى صاحب العرفان في سبيل حرية ضميره وصدقه في عقيدته مصاعب جمة وله مؤلفات منها تاريخ صيدا وللشيخ عارف الزين فضل على كثير من أهل الأدب. الشيخ أحمد عارف الزين صاحب مجلة العرفان
15. السيد عبد الحسين شرف الدين العاملي: له كتب كثيرة طبع جملة منها وقد احترق بعضها، وله كتاب المراجعات المشهور. وكتاب المراجعات يبحث في الإمامة، وعلماء الشيعة ما أبقوا مجالاً للشك في هذا الموضوع ولا تركوا دقيقة إلا وسطروها ولا معضلة إلا وأوضحوها. والمراجعات أولى في نوعها ففيها أسلوب رائع وتتبع جامع وحجة ليس لها دافع وقد طبع أكثر من عشر مرات وقد طبعت الفصول المهمة طبعة ثانية، وفي آخرها الكلمة الغراء في تفضيل الزهراء سلام الله عليها. ومما امتازت به المراجعات والفصول أنهما يحيلانك على المصدر بدون تعب ولا مشقة لأنهما يعيَنان الكتاب والطبعة والصفحة ومن احتاج يوماً إلى التتبع عرف قيمة هذه الناحية.
16. الشيخ يوسف الفقيه العاملي الحاريصي : له كتب كثيرة، طبع جملة منها :1- مصابيح الفقيه وهو يبحث في الإرث على مذهب الشيعة الامامية. 2- المدنية والإسلام وهو أول في نوعه فإنه يبحث فيما يرمي إليه الدين الإسلامي أصولاً وفروعاً من الحكم والمصالح وهو جواب عن ثلاثة أسئلة وجهها المؤلف إلى نفسه : 1- لماذا أنا ديني؟ 2- لماذا أنا مسلم ؟ 3- لماذا أنا شيعي ؟. 3- حقائق الإيمان : طبع في مطبعة العرفان سنة 1343 هـ وهو يبحث في أصول معتقدات الشيعة بحثاً مفصلاً مشبعاً بالأدلة والبراهين.
17. السيد جواد مرتضى الحسيني العاملي، عالم فاضل، وجيه، أديب وشاعر، تخرج على يديه الكثير من علماء جبل عامل. كان من دعاة الوحدة مع سورية وقد شارك مع لفيف من العلماء العامليين في مؤتمر علماء وادي الحجير، من مؤلفاته: مفتاح الجنات في الحثّ على الصلوات - شمس النهار في الردّ على المنار - رسالة في جواز الجمع بين الفرائض بدون سفر ولا مطر - رسالة في الأخلاق.
18. السيد عبد الحسين نور الدين العاملي النباطي: له كتب عديدة طبع منها - الكلمات الثلاث - وقد وقف مواقف دقيقة في استخراج أمور لم يكن مسبوقاً بمثلها في التآليف التي نشرت في هذا الموضوع فكان فيه فلسفة تاريخية تلفت أنظار الباحثين...
19. السيد حيدر مرتضى الحسيني العاملي، وجيه علماء زمانه وصاحب المدرسة الحيدرية التي تخرج منها الكثير من علماء جبل عامل ومن بينهم السيد محسن الأمين.
20. الشيخ موسى شرارة العاملي
21. الشيخ محمد علي عز الدين العاملي
22. لشيخ عبد الله نعمة العاملي
23. السيد صالح الكبير العاملي، المعروف بالسيد صالح شرف الدين
24. الشيخ محمد الحرفوشي
25. الشيخ أبو الحسن الفتوني العاملي
26. السيد حسين المجتهد الكركي العاملي، من أسباط المحقق الكركي
27. ابن نجم الدين الأطراوي العاملي
28. السيد محمد الشحوري العاملي (والد السيد صالح الكبير) والمعروف بالسيد محمد شرف الدين
29. ابن قاسم العاملي
30. السيد حسن الصدر، من أحفاد السيد صالح الكبير
31. الشيخ حسن الحانيني العاملي
32. الشيخ إبراهيم بن يحيى الطيبي العاملي (جد آل صادق)
33. الدكتور شريف عسيران العاملي من صيدا : ولد سنة 1890 م وهو أحد حاملي النهضة الحديثة منذ يومها الأول وهو من كتاب العرفان والمقتطف والهلال وغيرها..
34. المخترع الكبير أو «أديسون الصغير» حسن كامل الصباح العاملي النباطي المتوفى سنة 1935 ميلادي ولد حسن كامل الصباح في النبطية - جبل عامل- من أرومة ترجع بنسبها إلى الشيخ الصباح أمير الكويت من سلالة يعقوب بن الصباح الفيلسوف الرياضي الشهير الذي عاش في أوائل الدولة العباسية. والمعروف عن حسن كامل أنه كان متفوقاً منذ حداثته بالحساب والشعر وعلم الفلك إذ درس الجبر والهندسة بدون معاونة أستاذ وهو لمَا يبلغ الرابعة عشرة من سنَه ومنذ ذلك الحين تجلت فيه إمارات النبوغ. في سنة 1932 منحه مجمع مؤسسة الكهرباء الأمير كاني في نيويورك لقب فتى العلم وهذا اللقب لا يمنح إلا لمن اخترع وابتكر ودرس في فن الكهرباء مدة عشر سنوات. كان يتقن خمس لغات - العربية-الإنجليزية- الألمانية - التركية - الفرنسية، وكان إلى جانب ذلك كاتباً في العلم والأدب والاجتماع. توفي في أمريكا إثر حادث سيارة غامض سنة 1935 م وكان له في حينه أكثر من أربعين اختراعاً. وقد اعترف جهابذة علماء الفن الكهربائي الذين يلقبونه «بأديسون الصغير» بأنه من أعظم المخترعين.يم
35. الشيخ سليمان ضاهر
36. الشيخ علي البياضي العنفجوري
37. الشيخ محمد ابن الشيخ حسن صاحب المعالم ابن الشهيد الثاني العاملي
38. الشيخ عبد الحسن نور الدين العاملي. له كتب عديدة منها: مأساة إحدى وستين وثورة الخالدين - الإرث في جداول.
39. السيد جعفر مرتضى العاملي محقق في العقيدة والسيرة والتاريخ وله عدة مؤلفات منها الصحيح من سيرة المصطفى 35 مجلد والصحيح من سيرة المرتضى 53 مجلد والصحيح من سيرة الحسين عليه السلام لم ينتهي بعد وقد أنجز منه 13 مجلد ومأساة الزهراء عليها السلام وخلفيات مأساة الزهراء عليها السلام ومؤلفات أخرى في تفسير القرآن وغير ذلك كؤلفات عديدة.
40. السيد حسن سعيد مشيمش، رجل دين مسلم شيعي إثنا عشري.

## وصلات خارجية
- الكيان السياسي لجبل عامل قبل 1920 - د. منذر جابر
- الحكم الإقطاعي لمتاولة جبل عامل في العهد العثماني - د. أسامة محمد أبو نحل
- جبل عامل في عهد الامارتين المعنية والشهابية (1516 - 1842) - د. ياسين سويد
- جبل عامل في العهدين الصليبي والمملوكي - الدكتور محمد مخزوم
- جغرافية مرتبكة : منازل العربان وحدود بلاد بشارة - د. محمد البسام
- أرض جبل عامل وهويته - الدكتور محمد البسام
- بين جبل عامل وسوريا- جهاد الزين
- مدارس عيناثا الدينية القديمة: دور فاعل في نهضة جبل عامل الفكرية - مجلة شؤون جنوبية

## كتب عن جبل عامل
- المجهول والمهمل من تاريخ الجنوب اللبناني - دكتور يوسف حوراني
- جبل عامل بين سنة 1516 و 1697 (الحياة السياسية والثقافية) - علي إبراهيم درويش
- حركات النضال في جبل عامل - جهاد بنوت
- مذكرات للتاريخ - حوادث جبل عامل 1914 - 1922 - الشيخ أحمد رضا العاملي
- صفحات من تاريخ جبل عامل في العهدين العثماني والفرنسي - نوال فياض
- صفحات من تاريخ جبل عامل - الشيخ سليمان ظاهر العاملي
- جبل عامل في التاريخ - الشيخ محمد تقي الفقيه
- مطالب جبل عامل - علي عبد المنعم شعيب
- أمل الآمل في علماء جبل عامل - الحر العاملي
- جند الخليفة: تاريخ عاملة حتى نهاية عهد الأمويين- الدكتور محمد ريحان
- حسام الدين بشارة أمير جبل عامل - جعفر المهاجر
- جبل عامل وعهد الجزار - جمعية الإمام الصادق
- صفحات من تاريخ جبل عامل - المجلس الثقافي للبنان الجنوبي
- حركة الإصلاح الشيعي في جبل عامل - صابرينا ميرفان
- جبل عامل وجبل العلويين - خضر نبها
- الحلقة الضائعة من تاريخ جبل عامل - علي داوود جابر
- جبل عامل بين الأتراك واللفرنسيين - حسن سعد
- أبو ذر واسطورة نسبة التشيّع إليه في جبل عامل - علي حب الله
- - معجم أعلام جبل عامل - ج1- علي جابر
- - معجم أعلام جبل عامل - ج2- علي جابر
- - معجم أعلام جبل عامل - ج3- علي جابر
- تاريخ جبل عامل - محمد جابر آل صفا
- التشيّع بين جبل عامل وإيران - علي مروة
- تاريخ جبل عامل - يوسف حيدر
- جبل عامل بين الشهيدين - جعفر المهاجر